# Красьник-Дольни
Красьник-Дольни (пол. Kraśnik Dolny, нім. Niederschönfeld) — село в Польщі, у гміні Болеславець Болеславецького повіту Нижньосілезького воєводства.
Населення — 674 особи (2011).
У 1975-1998 роках село належало до Єленьоґурського воєводства.

## Демографія
Демографічна структура станом на 31 березня 2011 року:
|          | Загалом | Допрацездатний вік | Працездатний вік | Постпрацездатний вік |
| -------- | ------- | ------------------ | ---------------- | -------------------- |
| Чоловіки | 330     | 64                 | 234              | 32                   |
| Жінки    | 344     | 68                 | 212              | 64                   |
| Разом    | 674     | 132                | 446              | 96                   |